# 只有林子祥
《只有林子祥》是林子祥粤语音乐专辑，于2001年7月发行。

## 內容
《只有林子祥》于2001年7月底「最愛接觸林子祥」演唱會前推出。專輯收錄了8首歌曲，其中4首为新曲，2首為舊歌曲翻唱，2首為串燒歌曲。
四首新歌为《只有夢長》、《萬里天風伴我飛》、《我好想》、《愛與被愛》。《只有夢長》為由潘偉源作詞，為該次演唱會的主題曲。《萬里天風伴我飛》由黃霑作詞，为亞洲電視外購劇《卧虎藏龙》主题曲。《愛與被愛》專輯中林子祥与新晋女歌手李安琪合唱，其旋律曾於廣東樓盤廣告中出現。
《分分鐘需要你》和《在水中央》为林子祥自翻唱歌曲，原曲分别收錄於1980年专辑《摩登土佬》和《一個人》。《祥情歌集》和《Parathon Medley》为林子祥本人歌曲串烧，前者串烧了11首慢歌，后者则将24首歌曲改編为快歌。

## 反响
《南方都市报》的戈草弓为专辑打出3.5/5星。评论认为四首新曲沒有新突破；两首翻唱歌曲亦不如旧作精彩。但乐评稱兩首串燒歌曲應當打“四星半”，并稱《Parathon Medley》不亚于1985年年度金曲《十分十二寸》。
在派台歌曲方面，《只有夢長》最高登上903專業推介第13名及中文歌曲龍虎榜第17名。

## 曲目列表
| 曲序     | 曲目                     |          | 作曲     | 编曲     | 时长  |
| -------- | ------------------------ | -------- | -------- | -------- | ----- |
| 1.       | 祗有夢長                 | 潘偉源   | 林子祥   | 鮑比達   | 5:04  |
| 2.       | 萬里天風伴我飛           | 黃霑     | 林子祥   | 鮑比達   | 4:30  |
| 3.       | 我好想                   | 潘偉源   | 林子祥   | 鮑比達   | 4:04  |
| 4.       | 愛與被愛（與李安琪合唱） | 潘偉源   | 林子祥   | 羅尚正   | 3:46  |
| 5.       | 分分鐘需要你             | 鄭國江   | 林子祥   |          | 3:28  |
| 6.       | 在水中央                 | 鄭國江   | 林子祥   |          | 3:40  |
| 7.       | 祥情歌集 Medley          |          |          |          | 17:14 |
| 8.       | Parathon Medley          |          |          |          | 18:32 |
| 总时长： | 总时长：                 | 总时长： | 总时长： | 总时长： | 60:28 |